# San Miguel (San Miguel de Abona)
San Miguel es una de las entidades de población que conforman el municipio de San Miguel de Abona, en la isla de Tenerife —Canarias, España—, siendo además su capital administrativa.

## Toponimia
El nombre de la localidad proviene de la advocación de la primitiva ermita construida en el siglo xvii y dedicada al arcángel.

## Demografía
| Año        | 2000  | 2001  | 2002  | 2003  | 2004  | 2005  | 2006  | 2007  | 2008  | 2009  | 2010  | 2011  | 2012  | 2013  | 2014  |
| ---------- | ----- | ----- | ----- | ----- | ----- | ----- | ----- | ----- | ----- | ----- | ----- | ----- | ----- | ----- | ----- |
| Habitantes | 1.964 | 2.082 | 2.156 | 2.230 | 2.208 | 2.284 | 2.292 | 2.319 | 2.448 | 2.525 | 2.562 | 2.513 | 2.533 | 2.417 | 2.392 |

## Fiestas
En San Miguel se celebran fiestas patronales en honor a San Miguel Arcángel en el mes de septiembre. También se llevan a cabo las festividades del Corpus Christi, San Juan Bautista, Santa Cecilia, Navidad y Semana Santa.

## Comunicaciones
Se accede a San Miguel principalmente por la carretera general del Sur TF-28 y por la carretera a Los Abrigos TF-65.

### Transporte público
En autobús —guagua— queda conectado mediante las siguientes líneas de TITSA:
| Línea | Trayecto                        | Recorrido     |
| ----- | ------------------------------- | ------------- |
| 416   | Granadilla - Adeje (Los Olivos) | Horario/Línea |
| 484   | Granadilla - El Fraile          | Horario/Línea |